# Atlético de Bilbao 1951-1952
Questa voce raccoglie le informazioni riguardanti l'Atlético de Bilbao nelle competizioni ufficiali della stagione 1951-52.

## Stagione
Come da politica societaria la squadra è composta interamente da giocatori nati in una delle sette province di Euskal Herria o cresciuti calcisticamente nel vivaio di società basche. La squadra si classifica 2ª in Primera División. Nella Coppa del Generalísimo viene eliminata al primo turno dal Real Saragozza (vittoria 3-0 e sconfitta 4-0).

## Rosa
| N. |                   | Ruolo | Calciatore            |
| -- | ----------------- | ----- | --------------------- |
|    | Spagna (bandiera) | P     | Carmelo Cedrún        |
|    | Spagna (bandiera) | P     | Raimundo Pérez Lezama |
|    | Spagna (bandiera) | D     | Jesús Garay           |
|    | Spagna (bandiera) | D     | Canito                |
|    | Spagna (bandiera) | D     | Nando                 |
|    | Spagna (bandiera) | D     | José Luis Estenaga    |
|    | Spagna (bandiera) | D     | Serafín Areta         |
|    | Spagna (bandiera) | C     | Alfredo Santillán     |
|    | Spagna (bandiera) | C     | Manolín               |
|    | Spagna (bandiera) | C     | José Luis Berasaluce  |

| N. |                   | Ruolo | Calciatore           |
| -- | ----------------- | ----- | -------------------- |
|    | Spagna (bandiera) | C     | Manuel Barrenetxea   |
|    | Spagna (bandiera) | C     | José María Lasquivar |
|    | Spagna (bandiera) | A     | Zarra                |
|    | Spagna (bandiera) | A     | Venancio             |
|    | Spagna (bandiera) | A     | José Luis Panizo     |
|    | Spagna (bandiera) | A     | Rafael Iriondo       |
|    | Spagna (bandiera) | A     | Tini                 |
|    | Spagna (bandiera) | A     | Eneko Arieta (I)     |
|    | Spagna (bandiera) | A     | Ignacio Garate       |
|    | Spagna (bandiera) | A     | José Luis Artetxe    |
|    | Spagna (bandiera) | A     | Agustín Gaínza       |

## Risultati

### Coppa del Generalísimo
| Bilbao 17 aprile 1952 Primo turno - andata | Athletic Bilbao | 3 – 0 | Real Saragozza |  |

| Saragozza 20 aprile 1952 Primo turno - ritorno | Real Saragozza | 4 – 0 | Athletic Bilbao |  |

## Statistiche

### Statistiche dei giocatori
| Giocatore       | Primera División | Primera División | Coppa del Generalissimo | Coppa del Generalissimo | Totale   | Totale |
| Giocatore       | Presenze         | Reti             | Presenze                | Reti                    | Presenze | Reti   |
| --------------- | ---------------- | ---------------- | ----------------------- | ----------------------- | -------- | ------ |
| S. Areta        | 30               | 0                | ?                       | ?                       | 30+      | 0+     |
| E. Arrieta (I)  | 1                | 2                | ?                       | ?                       | 1+       | 2+     |
| J.L. Artetxe    | 17               | 8                | ?                       | ?                       | 17+      | 8+     |
| M. Barrenetxea  | 5                | 0                | ?                       | ?                       | 5+       | 0+     |
| J.L. Berasaluce | 1                | 0                | ?                       | ?                       | 1+       | 0+     |
| Carmelo         | 20               | -?               | ?                       | -?                      | 20+      | -?     |
| Canito          | 25               | 0                | ?                       | ?                       | 25+      | 0+     |
| J.L. Estenaga   | 2                | 0                | ?                       | ?                       | 2+       | 0+     |
| A. Gaínza       | 25               | 12               | ?                       | ?                       | 25+      | 12+    |
| I. Garate       | 9                | 7                | ?                       | ?                       | 9+       | 7+     |
| J. Garay        | 30               | 0                | ?                       | ?                       | 30+      | 0+     |
| R. Iriondo      | 15               | 4                | ?                       | ?                       | 15+      | 4+     |
| J.M. Lasquivar  | 1                | 0                | ?                       | ?                       | 1+       | 0+     |
| R.P. Lezama     | 10               | -?               | ?                       | -?                      | 10+      | -?     |
| Manolín         | 28               | 1                | ?                       | ?                       | 28+      | 1+     |
| Nando           | 27               | 0                | ?                       | ?                       | 27+      | 0+     |
| J.L. Panizo     | 29               | 13               | ?                       | ?                       | 29+      | 13+    |
| A. Santillan    | 6                | 0                | ?                       | ?                       | 6+       | 0+     |
| Tini            | 14               | 11               | ?                       | ?                       | 14+      | 11+    |
| Venancio        | 30               | 18               | ?                       | ?                       | 30+      | 18+    |
| T. Zarra        | 5                | 3                | 0                       | 0                       | 5        | 3      |